# Villa Lucini
Villa Lucini (già Villa Boselli) è una storica residenza a Olgiate Molgora in Lombardia, composta da una villa padronale, da una dépendance e da un ampio giardino all'inglese che oppone, a Nord della villa, un belvedere in stile neoclassico situato sulla sommità di un rilievo collinare ad un terrazzo panoramico sul lato Sud. La villa si articola attorno ad un nucleo da cui parte un impianto ottocentesco poi ampliato nei primi anni del '900.

## Storia
La terra sulla quale oggi sorge la villa apparteneva alla fine del XVII secolo alla famiglia Gemelli, e in particolare a partire dal 1692, quando Bartolomeo Gemelli ricevette in feudo il territorio di Monticello. La famiglia vi pose una residenza accanto alla chiesetta di San Rocco in un edificio conformato a U (l'attuale Villa Gerli) con corte verso strada e un vastissimo giardino all'italiana, fatto realizzare dal figlio di Bartolomeo, Innocente.
Il perimetro del terreno che sarà poi di Villa Lucini si individua chiaramente nel Catasto Teresiano del 1721, che rappresenta le proprietà fondiarie del Ducato di Milano all'epoca della dominazione austriaca.
Il 29 ottobre 1886 Caterina Voltolina (vedova Boselli) acquistava dai fratelli Bartolomeo e Caterina Torri “alcuni stabili nei comuni di Olgiate Molgora e Cagliano”; la compravendita venne quindi formalizzata dal notaio Alessandro Galli di Merate con atto del 12 dicembre 1886, quale procuratore di Voltolina Caterina era Boselli Felice (fu Ambrogio). Tra i beni acquistati dalla vedova Boselli era compreso quello che nel vecchio censo era descritto come “Ronco dello Rogolone” e che oggi corrisponde proprio al terreno che contiene la Villa Lucini. Nell'antico dialetto brianzolo "rogolo" significa quercia, motivo per cui con tutta probabilità "Rogolone" si riferiva alla secolare sequoia che ancora oggi è possibile ammirare nella parte di parco prospiciente l'ingresso della villa.
Il giorno 1º maggio 1888, due anni dopo il primo acquisto della vedova Boselli, Boselli Felice (fu Ambrogio) e Carlo Pellizzoni sottoscrivevano una scrittura privata con la quale il Pellizzoni vendeva al Boselli “il pezzo di terra denominato il Brugolone in comune e territorio di Olgiate Molgora”, corrispondente al terreno della collina boschiva e prato pianeggiante nella parte a Nord del parco che circonda l'odierna Villa Lucini.
Il toponimo "Il Brugolone" deriva dal latino medioevale “Brugarium” che indica la presenza di terreno argilloso dove attecchiscono in prevalenza arbusti. Tanto rimanda alla parola brughiera.
L'anziana Sig.ra Caterina Voltolina (vedova Boselli), stanca dei dinieghi del parroco locale a celebrare messa presso la dimora di lei, promosse la costruzione di una nuova chiesa adiacente alla Villa, che le fosse raggiungibile in pochi passi.
Solo la Grande Guerra bloccò i già avanzati lavori della nuova chiesa, che fu poi ultimata grazie all'interessamento della figlia Ida Boselli insieme alla Sig.ra Sala e al Sig. Calcaterra che ne permetterono il completamento nel 1919.
Il giorno 9 luglio 1906 la vedova Boselli morì.
Boselli Felice (fu Ambrogio) divenne il solo proprietario di tutto il compendio immobiliare.
Nella seconda metà del primo decennio del ‘900 avvenne l’ampliamento dell’edificio principale (la Villa) con l’innalzamento del corpo rettangolare di due piani sul versante Nord dell’originale edificio, nello stesso periodo si registra anche la realizzazione del terrazzo “Belvedere” e della sottostante legnaia a Sud del compendio.
Il giorno 29 aprile 1941 per atto n.12895 a rogito del notaio Carpani di Milano, la villa, gli edifici e i terreni annessi (mapp.182, 299, 871), così come la collina al mappale 177 furono ceduti alle monache Benedettine, ovvero al monastero di San Benedetto delle monache adoratrici perpetue del Santissimo Sacramento con sede a Milano in via Bellotti 10, rappresentato quel giorno da Suor Giuditta Ferrari fu Daniele legale rappresentante dell'Ente Morale.
Il giorno 16 luglio 1954 presso il notaio Gallavresi di Milano, al numero 12606 di suo repertorio, il Monastero di san Benedetto vendeva l'intero comparto immobiliare, con eccezione degli appezzamenti esterni alla mura di cinta alla signora Crippa Francesca fu Abele maritata Biffi.
Degno di nota è un certificato allegato all'atto, emesso in data 10 settembre 1954 dal sindaco del comune Rocca Giuseppe:
“Il Sindaco certifica che la Villa di proprietà del Monastero di San Benedetto delle Monache Benedettine Adoratrici Perpetue del Santissimo Sacramento con sede in Milano, posta in questo comune, era comunemente conosciuta e chiamata col nome di “Villa di Monticello”.
Dall'anno 2016 la famiglia Lucini è proprietaria dell'intero antico compendio, oggi conosciuto come "Villa Lucini".

## Descrizione
Villa Lucini risulta situata a nord del territorio del comune di Olgiate Molgora, a 20 chilometri a Nord-Est di Milano, in Italia. È compresa nel territorio del Parco di Montevecchia e Valle del Curone.